# Stephen Gilligan
Stephen G. Gilligan (1954) is een Amerikaanse is psycholoog, schrijver en docent op het gebied van hypnose, psychotherapie en Neurolinguïstisch Programmeren (NLP).
Gilligan werkte vooral veel aan de verdere ontwikkeling van het werk van Milton Erickson, de grondlegger van de hypnotherapie. Hij behoorde tot de oorspronkelijke groep studenten van Richard Bandler en John Grinder, de grondleggers van NLP. Gilligan behaalde zijn doctoraat in de psychologie op de Stanford Universiteit
Gilligan werkte op het terrein dat hij self-relations noemde. Hierbij neemt hij het Ericksons perspectief dat alle symptomen communicatie zijn. Hij beschouwt de alledaagse menselijke toestand als een poging te ontwaken, zonder vakkundigheid of begeleiding. Zijn werk focust daarom op het ontwaken van de ziel, met gebruikmaking van ondersteuning, wat hij sponsorship noemt. Hij maakt een nieuwe verbinding tussen geestelijke en lichamelijke processen en moedigt radicale verandering aan.
Hierbij trekt Gilligan parallellen uit andere tradities en culturen waar ontwaking van de geest als essentieel wordt gezien. Hij baseert zijn werk op zijn ervaringen in de psychotherapie en eigen onderzoek en maakt gebruik van elementen uit aikido, boeddhisme, meditatie en de Performance kunst. Gilligan is verder een toegewijde beoefenaar en schrijver van Aikido.
Stephen Gilligan woont in Encinitas (Californië) en is getrouwd.